# G7e (торпеда)

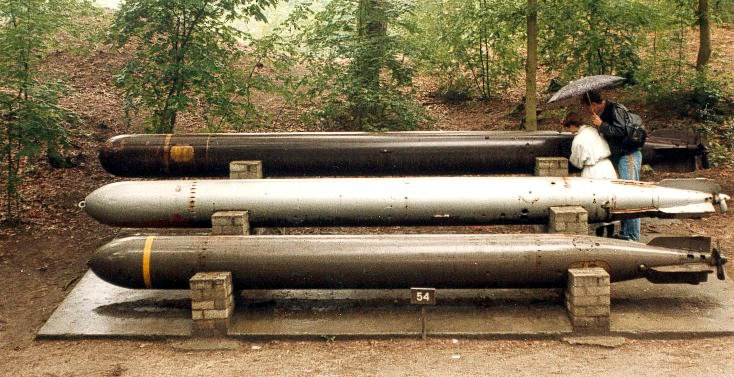
Стенд з торпедами часів Другої світової війни: верхня — британська Mark X; всередині — німецька G7e; нижня — американська Mark 18

G7e(TII), також G7e/T2, G7e/T3, і G7e/T4 Falke — німецька стандартна електрична торпеда калібру 533 мм, що перебувала на озброєнні з 1930 року і до кінця Другої світової війни. Основне торпедно-мінне озброєння багатьох типів підводних човнів Крігсмаріне. Глибока модернізація попереднього типу торпеди G7a із заміною парогазової установки на електричний двигун. Внаслідок цього торпеда стала «невидимою» в русі, позбувшись сліду повітряних бульбашок при заході на ціль і не демаскуючи субмарину. Одночасно виготовлення торпед стало дешевшим та менш витратним при виробництві — лише 1255 людино-годин. Але разом з цим торпеда втратила деякі свої характеристики — дальність дії знизилася до 3000 м на максимальній швидкості в 30 вузлів та необхідність щотижневої перевірки акумуляторних батарей.

### Технічні дані G7e
|                 |                                    |
| Розміри         | Параметри                          |
| Роки випуску    | 1939-1944                          |
| Країна-виробник | Третій Рейх                        |
| Завод-виробник  | Petroleumbetriebener Dampfgasmotor |
| Довжина         | 7186 мм                            |
| Діаметр         | 533 мм                             |
| Вага            | 1603 кг                            |
| Мотор           | електричний двигун                 |
| Швидкість       | 24 вузли                           |
| Дальність       | 12500/7500/5500 м                  |
| Боєголовка      | 280 кг SW-18 (Schießwolle 36)      |
| Наведення       | пасивне наведення                  |
| Глибина         |                                    |